# 2-氯吡啶
2-氯吡啶是一种卤代烃，化学式为C5H4ClN。它是一种无色液体，主要用于工业生产杀菌剂和杀虫剂。它还可用于抗组胺药和抗心律失常药等药物生产。

## 制备
2-氯吡啶最初在1898年被报道，由2-羟基吡啶的氯化反应制得。典型的氯化试剂是磷酰氯。2-氯吡啶也能通过吡啶的卤化来制得，反应生成2-氯代和2,6-二氯代产物的混合物。
2-氯吡啶衍生物也能通过相应的吡啶-N-氧化物来制备。